# 木村威夫
木村 威夫（きむら たけお、1918年4月1日 - 2010年3月21日）は、日本の美術監督、映画監督。
東京都恵比寿出身。日本映画・テレビ美術監督協会顧問、日本映像美術協議会JVA賞審査委員長、日活芸術学院学院長、映画美学校理事、東京工芸大学芸術学部客員教授、京都造形芸術大学映画学科准教授を務めた。

## 人物

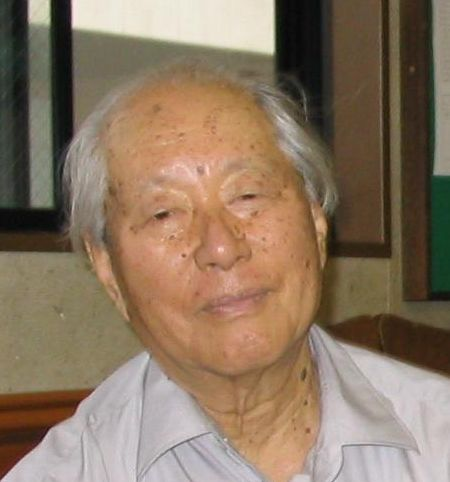
2003年7月

十代の頃より、舞台美術監督伊藤熹朔に師事。1941年、日活に入社。しかし、翌年に日活は新興キネマ、大都映画と合併して大映となる。『海の呼ぶ聲』（1945年 / 伊賀山正徳監督、封切は終戦後）で美術監督に昇進。1954年、映画製作を再開した日活へ移籍。
1963年、『悪太郎』をきっかけに鈴木清順監督作品の美術を担当、「清順美学」と呼ばれるその作風の創造に大きく貢献する。1966年には、清順を中心とする脚本家グループ「具流八郎」を大和屋竺、田中陽造、曾根中生、岡田裕（当時、助監督。後の映画プロデューサー）、山口清一郎、榛谷泰明とともに結成。鈴木が日活から干された後はその復帰運動にも大いに尽力するが、多忙もあって復活後の鈴木作品においては、7本中2本を担当とかつての不動のコンビではなくなった。
日活がロマンポルノ製作へと転じた後、1972年にフリーとなる。フリー第１作となる『忍ぶ川』で初めて熊井啓監督とタッグを組み、その後は１作品を除くすべての熊井作品で美術を手掛けた。また、林海象など若手監督の作品にも積極的に参加している。
1991年、『式部物語』が第14回モントリオール世界映画祭で最優秀美術貢献賞を受賞。
1992年、勲四等旭日小綬章を受章。
2004年には、自身初の監督作品となる短編映画『夢幻彷徨（さすらい）』を公開。2008年には長編映画『夢のまにまに』を公開し、これが長編映画監督デビューとしては世界最高齢（90歳）であるとして、ギネス・ワールド・レコーズに登録された。
さらに、2008年8月には長編第2作目『黄金花』の撮影が行われた。プロデューサーに林海象と高橋伴明が参加。出演に原田芳雄、松坂慶子、松原智恵子、絵沢萌子、三條美紀、長門裕之、川津祐介、野呂圭介、麿赤児らが参加。現役の映画監督として、新藤兼人に次ぐ高齢監督となった。
2010年3月21日、間質性肺炎のため死去。91歳没。

## 美術監督

### 大映時代
- 『海の呼ぶ聲』（1945年、伊賀山正徳監督、小崎政房脚本）デビュー作
- 『絢爛たる復讐』（1946年、小石栄一・吉村廉共同監督）
- 『盗まれかけた音楽祭』（1946年、久松静児監督、高岩肇脚本）
- 『キャバレの花籠』（1947年、山本弘之監督・脚本）日本映画協会・技術賞受賞、日本初のフジカラー作品、大映富士製作
- 『夜行列車の女』（1947年、田中重雄監督、伊藤大輔・小森静男共同脚本）
- 『オリオン星座』（1948年、田口哲監督・脚本）
- 『親馬鹿大将』（1948年、春原政久監督、山本嘉次郎脚本）
- 『夜のプラットホーム』（1948年、田口哲監督、八木保太郎脚本）
- 『情熱の人魚』（1948年、田口哲監督、村松俊雄脚本）
- 『検事と女看守』（1949年、吉村廉監督、舘岡謙之助脚本、伊福部昭音楽）
- 『美貌の顔役』（1949年、吉村廉監督、植草圭之介脚色、菅英久原案）
- 『大都会の丑満時』（1949年、西村元男監督、笠原良三脚本）
- 『涙の港』（1949年、春原政久監督、館岡謙之介脚本）
- 『歌の明星』（1949年、佐伯幸三監督、館岡謙之介・棚田吾郎共同脚本、服部良一音楽）
- 『一匹狼』（1950年、小石栄一監督、八木隆一郎脚本）
- 『私は狙われている』（1950年、森一生監督、松浦健郎脚本）
- 『蜘蛛の街』（1950年、鈴木英夫監督、高岩肇脚本）
- 『午前零時の出獄』（1950年、小石栄一監督、成沢昌茂脚本）
- 『三惡人と赤ん坊』（1950年、小石栄一監督、柳川真一脚本、姫田真佐久撮影）
- 『恋の阿蘭陀坂』（1951年、鈴木英夫監督、松田昌一脚本）
- 『西城家の饗宴』（1951年、鈴木英夫監督、新藤兼人脚本）
- 『歌う野球小僧』（1951年、渡辺邦男監督・脚本、久米正雄原作、服部良一・灰田勝彦共同音楽）
- 『炎の肌』（1951年、久松静児監督、八住利雄脚本）
- 『浅草紅園』（1952年、久松静児監督、成沢昌茂脚本、川端康成『浅草物語』原作）
- 『生き残った辦天様（べんてんさま）』（1952年、久松静児監督、高岩肇脚本、J・C・ミラゾー原作、服部良一音楽）
- 『猛獣使いの少女』（1952年、佐伯幸三監督、井手俊郎・井上梅次共同脚本）
- 『二つの處女線（しょじょせん）』（1952年、久松静児監督、三枝皓（ひかる）脚本）
- 『明日は日曜日』（1952年、佐伯幸三監督、須崎勝彌（かつみ）脚本）
- 『乾杯！ 東京娘』（1952年、木村恵吾監督・脚本）
- 『現代處女』（1953年、佐伯幸三監督、須崎勝彌・赤坂長義共同脚本）
- 『丹波』（1953年、小石栄一監督、田辺朝治脚本）
- 『胡椒息子』（1953年、島耕二監督・脚本、田辺朝治共同脚本）
- 『雁』（1953年、豊田四郎監督、成沢昌茂脚本、森鷗外原作、團伊玖磨音楽）伊藤善朔との共同美術
- 『浅草物語』（1953年、島耕二監督、川端康成原作）
- 『紅椿』（1953年、吉村廉監督、中江良夫脚本）
- 『十代の誘惑』（1953年、久松静児監督、須崎勝彌脚本）
- 『或る女』（1954年、豊田四郎監督、八住利雄脚色、有島武郎原作、團伊玖磨音楽）
- 『春琴物語』（1954年、伊藤大輔監督、八尋不二脚本、谷崎潤一郎原作、伊福部昭音楽）伊藤善朔との共同美術、大映最後の作品。

### 日活時代
- 『黒い潮』（1954年、山村聡監督、菊島隆三脚本、井上靖原作、鈴木清順助監督）
- 『月は上りぬ』（1955年、田中絹代監督、小津安二郎・斎藤良輔共同脚本）文部省選定、日本映画監督協会企画作品
- 『スラバヤ殿下 Prince Soerabaja』（1955年、佐藤武監督、柳沢類寿脚本）
- 『警察日記』1955年 文部省選定
- 『おふくろ』（1955年、久松静児監督、井手俊郎脚本、姫田真佐久撮影）文部省選定
- 『緑はるかに』（1955年、井上梅次監督・脚本、水の江滝子製作）コニカラー作品、脚本は京中太郎名義
- 『うちのおばあちゃん』（1955年、春原政久監督、柳沢類寿脚本）
- 『女中っ子』（1955年、田坂具隆監督・脚本、須崎勝弥共同脚本、伊福部昭音楽）文部省選定
- 『少年死刑囚』（1955年、吉村廉監督、片岡薫・佐治乾共同脚本、八木保太郎構成、中山義秀原作）
- 『月夜の傘』（1955年、久松静児監督、井手俊郎脚本、壺井栄原作）
- 『自分の穴の中で』（1955年、内田吐夢監督、八木保太郎脚本、石川達三原作、芥川也寸志音楽）
- 『続警察日記』（1955年、久松静児監督、井手俊郎脚本、伊藤永之介原作、姫田真佐久撮影、伊福部昭音楽）文部省選定、芸術祭参加作品
- 『ジャズ・オン・パレード 1956年 裏町のお転婆娘（おてんばむすめ）』（1956年、井上梅次監督、吉田広介脚本）
- 『第8監房』（1956年、阿部豊監督、白石五郎脚本、柴田錬三郎原作、佐藤勝音楽）
- 『神阪四郎の犯罪』（1956年、久松静児監督、高岩肇脚本、石川達三原作、姫田真佐久撮影、伊福部昭音楽）
- 『色ざんげ』（1956年、阿部豊監督、田岡敬一脚本、宇野千代原作）
- 『雑居家族』（1956年、久松静児監督、田中澄江脚本、壺井栄原作、姫田真佐久撮影）文部省選定作品
- 『ドラムと恋と夢』（1956年、吉村廉監督、井上梅次脚本、水の江滝子製作）脚本は待田京介名義
- 『續 ただひとりの人』（1956年、吉村廉監督・脚本、池田一朗共同脚本、北条誠原作）
- 『隣の嫁』（1956年、堀田清監督、館岡謙之介脚色、伊藤左千夫原作）
- 『肉体の密輸』（1956年、阿部豊監督、陶山鉄脚本）
- 『乳母車』1956年 昭和31年度芸術祭参加作品
- 『最後の突撃』（1957年、阿部豊監督、陶山鉄脚色、松浦義教原作）
- 『女子寮祭』（1957年、斎藤武市監督、若杉光夫脚本、岩橋邦枝原作）
- 『私は前科者である』（1957年、古川卓巳監督・脚本、八木保太郎共同脚本、橘外男原作、佐藤勝音楽）
- 『ジャズ娘誕生』（1957年、春原政久監督、松村基生原作・脚本、辻真先共同脚本、姫田真佐久撮影）佐谷三平（晃能）との共同美術
- 『マダム』（1957年、阿部豊監督、沢村勉・中沢信共同脚本、織田昭子原作）
- 『今日のいのち』（1957年、田坂具隆監督・脚本、沢村勉共同脚本、由起しげ子原作）
- 『危険な年齢』（1957年、堀池清監督、長瀬喜伴脚本、石坂洋次郎原作、高村倉太郎撮影、真鍋理一郎音楽）
- 『九人の死刑囚』（1957年、古川卓巳監督・脚本、片岡薫・佐治乾共同脚本）
- 『雌花』（1957年、阿部豊監督、館岡謙之助脚本、大岡昇平原作）
- 『春泥尼』（1958年、阿部豊監督、松浦健郎脚色、今東光原作）
- 『霧の中の男』（1958年、蔵原惟繕監督、石原慎太郎原作・脚本、佐藤勝音楽）
- 『陽のあたる坂道』1958年
- 『死の壁の脱出』（1958年、滝沢英輔監督、石原慎太郎・西島大共同脚本、佐藤勝音楽）
- 『野郎と黄金』（1958年、牛原陽一監督、池田一朗脚本、佐川恒彦原作、水の江滝子製作）
- 『運河』（1958年、阿部豊監督、松浦健郎脚本、丹波文雄原作、伊佐山三郎撮影）
- 『赤い波止場』1958年
- 『嵐の中を突っ走れ』（1958年、蔵原惟繕監督、松浦健郎原作・脚本、水の江滝子企画、高村倉太郎撮影、真鍋理一郎音楽）
- 『獣のいる街』（1958年、古川卓巳監督、宮田輝明脚本）
- 『若い川の流れ』（1959年、田坂具隆監督・脚本、池田一朗共同脚本、石坂洋次郎原作、伊佐山三郎撮影、佐藤勝音楽）
- 『実いまだ青し』（1959年、牛原陽一監督、楠田芳子脚本、中村八朗原作）
- 『仮面の女』（1959年、阿部豊監督、松浦健郎脚本、芝木好子原作、岩佐一泉撮影、佐藤勝音楽）
- 『逃亡者 (1959年の映画)|逃亡者』（1959年、古川卓巳監督、星川清司脚本、藤原審爾原作）
- 『二連銃の鉄』（1959年、阿部豊監督、川内康範原作・脚本、中西隆三共同脚本、大森盛太郎音楽）
- 『山と谷と雲』（1959年、牛原陽一監督、池田一朗脚本、檀一雄原作、水の江滝子企画、牧野由多可音楽）
- 『海は狂っている』（1959年、古川卓巳監督・共同脚本、石原慎太郎原作・共同脚本）
- 『爆薬に火をつけろ』（1959年、蔵原惟繕監督、池田一朗・阿部桂一共同脚本、樽井武原案）
- 『男なら夢をみろ』（1959年、牛原陽一監督、池田一朗・小川英共同脚本、水の江滝子企画、佐藤勝音楽、舛田利雄B班監督）
- 『浮気の季節』（1959年、阿部豊監督、松浦健郎原作・脚本、山崎厳共同脚本、大森盛太郎音楽）
- 『硫黄島』（1959年、宇野重吉監督、八住利雄脚本、菊村到原作）
- 『大学の暴れん坊』（1959年、古川卓巳監督・脚本、高岩肇共同脚本、伊佐山三郎撮影）
- 『鉄火場の風』（1960年、牛原陽一監督、熊井啓脚本、水の江滝子企画、姫田真佐久撮影）
- 『俺は欺されない』（1960年、古川卓巳監督、高岩肇脚本、五味康祐原作、伊佐山三郎撮影）
- 『打倒』（1960年、松尾昭典監督・脚本、宮田輝明共同脚本、山本直純音楽）
- 『海を渡る波止場の風』（1960年、山崎徳次郎監督、山崎厳・大川久男共同脚本、原健三郎原作、姫田真佐久撮影）
- 『霧笛が俺を呼んでいる (映画)』（1960年、山崎徳次郎監督、熊井啓脚本、水の江滝子企画、姫田真佐久撮影、山本直純音楽）
- 『やくざ先生』（1960年、松尾昭典監督・脚本、山田信夫共同脚本、水の江滝子企画、西村滋原作）
- 『闘牛に賭ける男』（1960年、舛田利雄監督・脚本、山田信夫共同脚本、水の江滝子企画、山崎善弘撮影、佐藤勝音楽）
- 『俺の血が騒ぐ』（1961年、山崎徳次郎監督、池田一朗・長谷部安春・加藤新二共同脚本、山崎忠昭原案、姫田真佐久撮影、山本直純音楽）
- 『紅の拳銃』（1961年、牛原陽一監督、松浦健郎脚本、田村泰次郎原作、姫田真佐久撮影）
- 『大暴れマドロス野郎』（1961年、山崎徳次郎監督、窪田篤人脚本、梅田慶公・牧克人共同構成、伊佐山三郎撮影、松井八郎音楽）
- 『風に逆らう流れ者』（1961年、山崎徳次郎監督、山崎厳脚本、高橋道治原作、横山実撮影）
- 『都会の空の非常線』（1961年、野村孝監督、池田一朗・小川英共同脚本、若井基成原作、池田正義音楽）
- 『拳銃横丁』（1961年、山崎徳次郎監督、長谷川公之・宮田達男共同脚本、大河内常平原作）
- 『大森林に向かって立つ』（1961年、野村孝監督、山崎厳・吉田憲二共同脚本、大森盛太郎音楽）
- 『嵐を突っ切るジェット機』（1961年、蔵原惟繕監督、星川清司脚本、松浦健郎原作、間宮義雄撮影、伊部晴美音楽）
- 『黒い傷あとのブルース』（1961年、野村孝監督、山崎厳・吉田憲二共同脚本、山野良夫原作、大森盛太郎音楽）
- 『兄貴』（1962年、山崎徳次郎監督、柏正人脚本、永塚一栄撮影、鏑木創音楽）
- 『上を向いて歩こう』1962年
- 『雲に向かって起つ』（1962年、滝沢英輔監督、池田一朗脚本、石原慎太郎原作、伊部晴美音楽）
- 『遥かなる国の歌』（1962年、野村孝監督、若尾徳平・池田一朗共同脚本、水の江滝子企画、伊部晴美音楽）
- 『渡り鳥故郷へ帰る』（1962年、牛原陽一監督、下飯坂菊馬脚本、伊佐山三郎撮影、大森盛太郎音楽）
- 『硝子のジョニー 野獣のように見えて』（1962年、蔵原惟繕監督、山田信夫脚本、水の江滝子企画、黛敏郎音楽）
- 『いつでも夢を』（1963年、野村孝監督、下飯坂菊馬・田坂啓・吉田憲二共同脚本、吉田正音楽）
- 『海の鷹』（1963年、古川卓巳監督、長谷川公之・宮田達男共同脚本）
- 『悪名高きろくでなし』（1963年、斎藤武市監督、若井基成脚本）
- 『午前零時の出獄』（1963年、山崎徳次郎監督、小川英・中野顕彰共同脚本、島田一男原作、萩原憲治撮影）
- 『夜霧のブルース』（1963年、野村孝監督、国弘威雄脚本、菊田一夫原作、高村倉太郎撮影）
- 『アリバイ』（1963年、牛原陽一監督、熊井啓脚本・助監督、高村倉太郎撮影）
- 『悪太郎』（1963年、鈴木清順監督、笠原良三脚本、今東光原作、奥村一音楽）
- 『関東無宿』（1963年、鈴木清順監督、八木保太郎脚本、平林たい子原作、池田正義音楽）
- 『花と怒濤』（1964年、鈴木清順監督、舟橋和郎・阿部桂一・木村威夫共同脚本、青山光二原作、奥村一音楽）
- 『夕陽の丘』（1964年、松尾昭典監督、山崎厳・国弘威雄共同脚本、菊村到原作）
- 『肉体の門』1964年
- 『俺たちの血が許さない』（1964年、鈴木清順監督、竹森竜馬・細見捷弘・伊藤美千子共同脚本、松浦健郎原作、鈴木忠興音楽）
- 『春婦伝』1965年
- 『落葉の炎』（1965年、前田満州夫監督、星川清司・山中耕人共同脚本、黒岩重吾原作）
- 『悪太郎伝 悪い星の下でも』（1965年、鈴木清順監督、笠原良三脚本、今東光原作、奥村一音楽）
- 『三匹の野良犬』（1965年、牛原陽一監督、山崎厳脚本、河野典生原作）
- 『怪盗X 首のない男』（1965年、小杉勇監督、山崎厳脚本、都筑道夫原作）
- 『刺青一代』（1965年、鈴木清順監督、直居欽哉・服部佳共同脚本、高村倉太郎撮影）
- 『河内カルメン』1966年
- 『東京流れ者』1966年
- 『夜のバラを消せ』（1966年、舛田利雄監督、下飯坂菊間・瀬川昌治・池上金男共同脚本、柴田錬三郎原作）
- 『けんかえれじい』1966年。映画評論美術賞受賞作品。
- 『おゆきさん』（1966年、鍛冶昇監督、倉本聰脚本、塩田良平原作、藤岡粂信撮影）
- 『二人の銀座』（1967年、鍛冶昇監督、才賀明脚本、林一・川口真共同音楽）
- 『嵐来たり去る』（1967年、舛田利雄監督、池上金男・星川清司共同脚本、富田常雄原作、横山実撮影、真鍋理一郎音楽）
- 『対決』（1967年、舛田利雄監督・脚本、池上金男共同脚本、真鍋理一郎音楽）
- 『みな殺しの拳銃』（1967年、長谷部安春監督、中西隆三・藤井鷹史共同脚本、永塚一栄撮影、山本直純音楽）
- 『紅の流れ星』（1967年、舛田利雄監督・脚本、池上金男共同脚本、高村倉太郎撮影）
- 『「無頼」より 大幹部』（1968年、舛田利雄監督、池上金男・久保田圭司共同脚本、藤田五郎原作、高村倉太郎撮影）
- 『大幹部 無頼』（1968年、小沢啓一監督、池上金男・久保田圭司共同脚本、藤田五郎原作、高村倉太郎撮影、川原資三共同美術）川原が実質の美術担当で木村は監修。
- 『わが命の歌 艶歌』（1968年、舛田利雄監督、池上金男脚本、五木寛之原作、高村倉太郎撮影、伊部晴美・安藤実親共同音楽）
- 『昭和のいのち』（1968年、舛田利雄監督・脚本、池上金男共同脚本、真鍋理一郎音楽）
- 『あゝひめゆりの塔』（1968年、舛田利雄監督、八木保太郎・若井基成・石森史郎共同脚本、真鍋理一郎音楽）
- 『地獄の破門状』（1969年、舛田利雄監督・脚本、星川清司・山崎厳共同脚本、真鍋理一郎音楽）
- 『野獣を消せ』（1969年、長谷部安春監督、永原秀一・中西隆三共同脚本、姫田真佐久撮影、坂田晃一音楽、渡辺平八郎・若松正雄共同美術助手）
- 『昇り竜 鉄火肌』（1969年、石井輝男監督・脚本、北原成撮影、八木正生音楽）
- 『前科 ドス嵐』（1969年、小沢啓一監督、星川清司脚本、高村倉太郎撮影、鏑木創音楽）
- 『大幹部 殴り込み』（1969年、舛田利雄監督・脚本、棚田吾郎共同脚本、高村倉太郎撮影）
- 『侠花列伝 襲名賭博』（1969年、小沢啓一監督、星川清司脚本、小杉大一郎音楽）
- 『嵐の勇者たち』（1969年、舛田利雄監督、永原秀一脚本）
- 『やくざの横顔』（1970年、小沢啓一監督、中西隆三脚本、川内康範原作、高村倉太郎撮影、真鍋理一郎音楽）
- 『花と龍』（1970年、舛田利雄監督・脚本、NET・CAL企画、火野葦平原作、宮西良太郎撮影、冨田勲音楽）松下電器提供、浅井事務所製作。初のTV担当作品。
- 『女の警察 乱れ蝶』（1970年、小沢啓一監督、中西隆三脚本、梶山季之原作、小林旭・友田二郎製作）アロー・エンタプライズ作品。ダイニチ配給。
- 『大幹部 ケリをつけろ』（1970年、小沢啓一監督、大工原正泰・中西隆三共同脚本、小杉太一郎音楽）ダイニチ配給。
- 『暁の挑戦』（1971年、舛田利雄監督、国弘威雄・池田一朗共同脚本、橋本忍原作、坪井誠撮影、渡辺岳夫音楽）フジテレビ＝新国劇映画作品。
- 『関東破門状』（1971年、小沢啓一監督、鴨井達比古脚本、安藤庄平撮影）
- 『不良少女 魔子』（1971年、蔵原惟二監督、藤井鷹史脚本）日活時代の最後の作品。

### フリー時代
- 『忍ぶ川』1972年。キネマ旬報作品賞一位。
- 『狭山の黒い雨』（1973年、須藤久監督・脚本、土方鉄原作、部落解放同盟大阪府連製作、幸田守雄撮影、松村禎三音楽）部落解放同盟大阪府連作品。
- 『樺太1945年夏 氷雪の門』1974年
- 『サンダカン八番娼館 望郷』1974年。キネマ旬報作品賞ベストワン。
- 『わが青春のとき』（1975年、森川時久監督、立原りゅう・山内久共同脚本、小林勝原作、佐藤勝音楽）大映=俳優座共同作品。
- 『祭りの準備』1975年
- 『北の岬』1976年
- 『狭山事件 造花の判決』（1976年、梅津明治郎監督、土方鉄脚本、酒井忠撮影、金子堅治郎音楽）部落解放同盟=「狭山事件」映画製作実行委員会共同作品。
- 『青春の殺人者』1976年
- 『はだしのゲンII 涙の爆発』（1977年、山田典吾監督・脚本・製作、山田火砂子共同製作、中沢啓治原作、小林節雄撮影、いずみたく音楽）現代ぷろだくしょん作品。
- 『春男の翔んだ空』（1977年、山田典吾監督・脚本・製作、山田火砂子共同製作、小林節雄撮影、いずみたく音楽）現代ぷろ作品。
- 『お吟さま』（1978年、熊井啓監督、依田義賢脚本、今東光原作、岡崎宏三撮影、伊福部昭音楽）宝塚映画=大和新社共同作品。熊本映画祭スタッフ賞。
- 『茗荷村見聞記』（1979年、山田典吾監督・脚本・製作、山田火砂子共同製作、田村一二原作、奥村祐治撮影、いずみたく音楽）現代ぷろ作品。
- 『天平の甍』1980年
- 『ツィゴイネルワイゼン』1980年。日本アカデミー賞最優秀美術賞受賞。
- 『はだしのゲンIII――ヒロシマの戦い』（1980年、山田典吾監督・脚本・製作、山田火砂子・内田有作共同製作、中沢啓治原作、佐藤昌道撮影、平尾昌晃音楽、）現代ぷろだくしょん作品。
- 『遥かなる走路』（1980年、佐藤純彌監督、新藤兼人脚本、本木正次原作、並木宏之撮影、ゴダイゴ音楽）日本シネセル=アビプロ共同作品。
- 『ザ・ウーマン』（1980年、高林陽一監督、星川清司脚本、林美一原案、稲垣涌三撮影、菊池俊輔音楽）友映作品。
- 『アニメ・スペシャル 杜子春』（1980年、斎藤武市監督、首藤剛志脚本、芥川龍之介原作）ダックス=東京放送共同作品。テレビアニメ。
- 『裸の大将放浪記』1981年。文部省選定。
- 『日本の熱い日々 謀殺・下山事件』1981年。俳優座映画放送作品。
- 『未完の対局』1982年。日本アカデミー賞美術賞受賞。
- 『ユッコの贈りもの コスモスのように』（1982年、山田典吾監督・製作・脚本、山田火砂子共同製作、鹿村由起子原作、原一民撮影、渋谷毅音楽）現代ぷろだくしょん作品。文部省選定。
- 『縄と乳房』（1983年、小沼勝監督、志麻光夫・宇治英三共同脚本、小寺朝原案、野田悌男撮影、甲斐八郎音楽）にっかつ作品。
- 『泪橋』1983年
- 『性的犯罪』（1983年、崔洋一監督、三井優脚本、野田悌男撮影、小野寺修選曲）にっかつ作品。
- 『死者をして語らしめよ』（1983年、田中登監督、岩間芳樹原作、前田米造撮影、宇崎竜童音楽）よみうり＝にっかつ共同作品。テレビドラマ。
- 『虹へ、アヴァンチュール』（1983年、工藤栄一監督、安倍徹郎脚本、鷹羽一九哉原作、本木明博撮影、津島利章音楽）朝日放送作品。テレビドラマ。
- 『母の疑惑』（1984年、藤井克彦監督、猪又憲吾脚本、古賀誠一製作、椎塚彰撮影、朝川朋之音楽、沖山真保美術助手、松本良二装飾）よみうりテレビ=にっかつ共同作品。テレビサスペンスドラマ。
- 『もうひとつの少年期』（1984年、石山昭信監督、田村恵・古田求共同脚本、藤田俊二原作、山田典吾・山田火砂子共同製作、渡辺忍撮影、いずみたく音楽、長田千鶴子編集）現代ぷろ=山田火砂子事務所共同作品。
- 『カポネ大いに泣く』1985年。脚本にも参加。
- 『火まつり』1985年
- 『白いヒロシマ』（1985年、山田典吾監督・製作、新藤兼人脚本、木村靖子原作、山田火砂子共同製作、佐藤昌道撮影、風戸慎介音楽）現代ぷろだくしょん作品。
- 『セピアファンタム』（1985年、永田健監督・脚本、丸池納撮影、一世風靡セピア音楽）一世風靡事務所作品。宣伝映画。十六ミリフィルムを用いたビデオ作品。
- 『タンポポ』1985年
- 『夢見るように眠りたい』1986年
- 『波光きらめく果て』（1986年、藤田敏八監督、田村孟脚本、髙樹のぶ子原作、奥山和由・岡田裕共同製作、鈴木達夫撮影、佐藤隆音楽）松竹富士＝ニューセンチュリープロデューサーズ共同作品。
- 『海と毒薬』1986年
- 『妖怪天国 ゴーストヒーロー』（1986年、手塚真監督、藤澤順一撮影、板村一彦・酒井譲・沢下和好共同美術、原口智生特殊メーク）PAPADO＝ポニーキャニオン共同作品。
- 『ウホッホ探険隊』（1986年、根岸吉太郎監督、森田芳光脚本、干刈あがた原作、丸池納撮影、鈴木さえ子音楽）NCP＝ディレクターズ・カンパニー＝日本テレビ共同作品。
- 『親鸞 白い道』（1987年、三國連太郎監督・脚本・企画・製作、高橋松男共同企画・製作、大谷信義・加藤博明共同製作、藤田傅共同脚本、山崎善弘撮影、YAS-KAZ音楽）松竹＝日映＝キネマ東京共同作品。カンヌ映画祭審査委員賞受賞。
- 『帝都物語』1988年
- 『死線を越えて 賀川豊彦物語』（1988年、山田典吾監督・脚本、武藤富男共同脚本・原作、賀川豊彦原作、山田火砂子製作、高村倉太郎撮影、渡辺岳夫音楽）現代ぷろ作品。
- 『ドグラ・マグラ』1988年
- 『大坂城炎上』（1988年）日光江戸村企画による3D映画。
- 『本覺坊遺文 千利休』（1989年、熊井啓監督、依田義賢脚本、井上靖原作、栃沢正夫撮影、松村禎三音楽）西友作品。ヴェネチア映画祭銀獅子賞受賞。
- 『二十世紀少年読本』（1989年、林海象監督・脚本・製作、白川隆三共同製作、長田勇市撮影、浦山秀彦・熊谷陽子共同音楽、山崎秀満・望月弥生子・増本知尋・秋山典子共同美術スタッフ）CBSソニー＝映像探偵社共同作品。
- 『ZIPANG』1990年。美術監督として参加
- 『香港パラダイス』1990。美術監督名義。
- 『少年時代』1990年。日本アカデミー賞最優秀美術賞受賞。
- 『式部物語』1990年。モントリオール映画祭最優秀芸術貢献賞受賞。
- 『フィガロ・ストーリー（東京篇）月の人』（1991年、林海象監督・脚本、㈱博報堂企画、アラーツ製作、ヘラルド・エース製作協力、日産自動車株式会社提供、長田勇市撮影、浦山秀彦音楽）日仏米合作オムニバス映画作品。三部作中の一つ。
- 『「ある阿保の一生」』（1991年、岡村精監督・脚色、芥川龍之介原作、長谷川元吉撮影、上原和夫音楽）山梨文学館委嘱作品。スーパノヴァ　モノクロスタンダード版・コダック使用。
- 『激走トラッカー伝説』（1991年、細野辰興監督・脚本、宮下隼一共同脚本・原作、村野信明撮影、薮中博章音楽）ヒーロー・コミュニケーションズ作品。
- 『ふざけろ！』（1991年、玉川長太監督、香川まさひと脚本、村野信明撮影、Edison音楽）ヒーロー・コミュニケーションズ作品。
- 『曼荼羅 若き日の弘法大師・空海』（1991年、勝文驥監督・脚本、原源一共同脚本、木下昌也製作、水野清総合プロデューサー、相沢徹製作プロデューサー、馬徳和中国プロデューサー、岡田次雄・智磊共同撮影、立川直樹音楽監督、喜多嶋修作曲、揚綱共同美術）コムネット＝フィルムクレッセント＝中国申影合作制片公司共同作品。
- 『ひかりごけ』1992年
- 『愛について、東京』1993年
- 『夢の女』（1993年、坂東玉三郎監督、吉村元希・桜井妙子・斎藤雅文共同脚本、奥山和由製作総指揮、長沼六男撮影、藤舎名生・杵屋榮津五郎共同音楽）松竹＝朝日新聞ほか共同作品。
- 『我が人生最悪の時』（1994年、林海象監督・脚本、天願大介共同脚本、長田勇市撮影、めいなCo.音楽、増本知尋美術）美術監修として参加。フォーライフレコード＝映像探偵社共同作品。
- 『ノストラダムス 戦慄の啓示』1994年。美術監修として参加。
- 『全身小説家』1994年
- 『遥かな時代の階段を』（1995年、林海象監督・脚本、天願大介共同脚本、長田勇市撮影、めいなCo.音楽、増本知尋）美術監修担当。フォーライフレコード＝映像探偵社共同作品。
- 『深い河』1995年
- 『夢のシネマ 東京の夢』（1995年、吉田喜重構成・語り、原一民・ネッド・バージェス共同撮影）東京メトロポリタンテレビ＝現代映画社＝Sepia Production共同作品。
- 『最後の弾丸』1995年。日本側のみ担当。
- 『冬の河童』1995年
- 『罠（THE TRAP）』（1996年、林海象監督・脚本、天願大介共同脚本、長田勇市撮影、めいなCo.音楽、増本知尋美術）美術監督として参加。フォーライフレコード＝映像探偵社共同作品。
- 『海ほおずき』（1996年、林海象監督・エグゼクティブ・プロデューサー、唐十郎脚本、余為彦共同エグゼクティブ・プロデューサー、長田勇市撮影監督、めいなCo.音楽、伊藤ゲン美術）美術監修だが、ノータッチで名義貸しに近いとのこと。フォーライフレコード＝ポニーキャニオン共同作品。
- 『MUSASHI』（1996年、野伏翔監督・脚本、武上純希・田久保正之共同脚本、芝生高秀撮影、宮下滋音楽、増本知尋美術）美術監督として参加。イーハーフィルムズ＝プロダクションT＆N共同作品。
- 『CAT'S EYE キャッツ・アイ』（1997年、林海象監督・脚本、土屋斗紀雄共同脚本、北条司原作、長田勇市撮影監督、めいなCo.音楽、菊川芳江美術）美術監督として参加。フジテレビ作品。
- 『愛する』1997年
- 『知の開放 知の冒険 知の祝祭 東京大学 学問の過去・現在・未来』（1997年、吉田喜重構成・語り、大手洋行撮影）日経映像＝現代映画社共同作品。
- 『『紅の拳銃』よ永遠に』（2000年、及川善弘監督・脚本、丸山正樹共同脚本、高村倉太郎撮影、佐々木健音楽、沖山真保美術）美術監督として参加。日活芸術学院作品。
- 『スリ』（2000年、黒木和雄監督・脚本、真辺克彦・堤泰之共同脚本、川上皓市撮影、松村禎三音楽、安宅紀史美術）美術監督として参加。アートポート＝衛星劇場共同作品。
- 『日本の黒い夏 冤罪』2001年
- 『いのちの海』2001年。美術監督として参加
- 『ピストルオペラ』2001年。美術監督として参加
- 『シベリア超特急2』（2001年）美術監督として参加
- 『海は見ていた』2002年
- 『シベリア超特急3』2003年。美術監督として参加。
- 『海のオルゴール』（2003年、宮本理江子演出、水橋文美江脚本、竹内てるよ原作、須藤康夫撮影、関口保彦美術プロデューサー）美術監修として参加。テレビドラマ。フジテレビ作品。
- 『蒸発日記』（2003年、山田勇男監督・脚本、北里宇一郎共同脚本、つげ義春原作、白尾一博撮影、安宅紀史美術）美術監督として参加。ワイズ出版作品。
- オペレッタ狸御殿
- 人のセックスを笑うな

## 監督作品
- 『夢幻彷徨 MUGEN-SASURAI』2004年
- 『馬頭琴夜想曲』2007年
- 『夢のまにまに 』（「こぶ広場」改題）2008年
- 『黄金花－秘すれば花、死すれば蝶－』2009年

## 著作
- 『映画美術 疑景 借景 嘘百景』　荒川邦彦編／ワイズ出版　2004年－※本稿の参考文献
- 『裏話ひとつ映画人生九十年　「多摩川精神」撮影所とその周辺』　岩波書店、2009年
- 『わが本籍は映画館』　春秋社、1986年
- 『彷徨の映画美術』　トレヴィル、1990年
- 『月下茫茫白狐之図』　ワイズ出版、1998年－処女小説
- 『白姫抄』　画：佐谷晃能／ワイズ出版、1997年－小冊子